# Muppet*Vision 3D
Muppet*Vision 3D was een 4D-film in de Amerikaanse attractieparken Disney's Hollywood Studios en was een attractie in Disney's California Adventure omtrent de The Muppet Show.
De eerste Muppet*Vision 3D werd geopend op 16 mei 1991 in Disney's Hollywood Studios onder de naam Jim Henson's Muppet*Vision 3D. De opening was exact een jaar na het overlijden van Jim Henson. Tien jaar later, op 8 februari 2001, opende dezelfde attractie in Disney's California Adventure. Op 1 november 2014 sloot de versie in Disney California Adventure om plaats te maken voor Mickey's PhilharMagic.
Tijdens de film wordt gebruikgemaakt van speciale effecten en animatronics, waardoor de film volgens de criteria onder een 4D-film valt en niet onder een 3D-film zoals de naam doet vermoeden.
In november 2024 werd bekendgemaakt dat de attractie gaat sluiten om plaats te maken voor Monsters en co... Ondertussen zal de Rock 'n' Roller Coaster omgebouwd worden tot een Muppet-achtbaan, en is Disney in gesprek over een alternatieve manier om de attractie te behouden.
Walt Disney World Resort · Earful Tower · The Sorcerer's Hat · afbeeldingen
Disneyland Resort · Lijst van attracties in Disney California Adventure Park